# Coupe d'Angleterre de football 1983-1984
Navigation
Coupe d'Angleterre 1982-1983 Coupe d'Angleterre 1984-1985
La coupe d'Angleterre de football 1983-1984 est la 103e édition de la coupe d'Angleterre de football. Everton remporte sa quatrième coupe d'Angleterre de football au détriment de Watford sur le score de 2-0, au cours d'une finale jouée dans l'enceinte du stade de Wembley à Londres.

## Demi-finales
| 14 avril 1984 | Everton           | 1–0   | Southampton | Highbury, Londres                                |                                                  |
| 16:00         | Adrian Heath 117e | (0-0) |             | Spectateurs : 46 587 Arbitrage : George Courtney | Spectateurs : 46 587 Arbitrage : George Courtney |
| 16:00         | (rapport)         |       |             | Spectateurs : 46 587 Arbitrage : George Courtney | Spectateurs : 46 587 Arbitrage : George Courtney |

| 14 avril 1984 | Watford           | 1–0   | Plymouth Argyle | Villa Park, Birmingham                       |                                              |
| 16:00         | George Reilly 13e | (0-0) |                 | Spectateurs : 43 858 Arbitrage : Joe Worrall | Spectateurs : 43 858 Arbitrage : Joe Worrall |
| 16:00         | (rapport)         |       |                 | Spectateurs : 43 858 Arbitrage : Joe Worrall | Spectateurs : 43 858 Arbitrage : Joe Worrall |

## Finale
| · |  |
| Titulaires : |  |
| |  |
| 1 Neville Southall 2 Gary Stevens 3 John Bailey 4 Kevin Ratcliffe (c) 5 Derek Mountfield 6 Peter Reid 7 Trevor Steven 8 Adrian Heath 9 Graeme Sharp 10 Andy Gray 11 Kevin Richardson |  |
| Remplaçants : |  |
| 12 Alan Harper |  |
| Entraîneur : |  |
| Howard Kendall |  |

| · |  |
| Titulaires : |  |
| |  |
| 1 Steve Sherwood · 2 David Bardsley · 3 Neil Price 58e · 4 Les Taylor (c) · 5 Steve Terry · 6 Lee Sinnott · 7 Nigel Callaghan · 8 Mo Johnston · 9 George Reilly · 10 Kenny Jackett · 11 John Barnes · |  |
| Remplaçants : |  |
| 12 Paul Atkinson 58e · |  |
| Entraîneur : |  |
| Graham Taylor |  |

| · |  |
| Titulaires : |  |
| |  |
| 1 Neville Southall 2 Gary Stevens 3 John Bailey 4 Kevin Ratcliffe (c) 5 Derek Mountfield 6 Peter Reid 7 Trevor Steven 8 Adrian Heath 9 Graeme Sharp 10 Andy Gray 11 Kevin Richardson |  |
| Remplaçants : |  |
| 12 Alan Harper |  |
| Entraîneur : |  |
| Howard Kendall |  |

| · |  |
| Titulaires : |  |
| |  |
| 1 Steve Sherwood · 2 David Bardsley · 3 Neil Price 58e · 4 Les Taylor (c) · 5 Steve Terry · 6 Lee Sinnott · 7 Nigel Callaghan · 8 Mo Johnston · 9 George Reilly · 10 Kenny Jackett · 11 John Barnes · |  |
| Remplaçants : |  |
| 12 Paul Atkinson 58e · |  |
| Entraîneur : |  |
| Graham Taylor |  |